# Sexköpslagen
| Sexköpslagen |
| --- |
| - Betydelse – svensk lag som förbjuder köp av sexuella tjänster (6 kap 11 § Brottsbalken) - Bakgrund – införd 1 januari 1999; sedan 1 juli 2025 även för köp av sexuella handlingar på distans - Relaterade begrepp – Svenska modellen kring prostitution |

Sexköpslagen är den informella beteckningen på en svensk lag som förbjuder köp av sexuella tjänster i 6 kap 11 § Brottsbalken. Bestämmelsen innebär att det är straffbelagt att köpa sexuella förbindelser mot ekonomisk ersättning, men inte att sälja dem. Prostitution ses enligt lagföreträdare som del av "mäns våld mot kvinnor" (oavsett de faktiska villkoren vid tjänsteutförandet eller könstillhörigheten hos de båda parterna) och som en viktig del av den svenska jämnställdhetspolitiken. Koppleri, det vill säga att förmedla och därigenom ekonomiskt eller på andra sätt utnyttja en person som säljer sexuella tjänster, är däremot förbjudet och döms i allmänhet högre än sexköp.
Lagen trädde i kraft 1 januari 1999. Den har senare kommit att inspirera till samma eller liknande lagstiftningsmodell i ett antal andra länder ("svenska modellen kring prostitution"), bland annat genom sin framgång i att minska efterfrågan på prostituerades tjänster, men också till följd av gradvis förändrade normer och en medvetenhet om den utsatthet som är vanlig bland prostituerade. Kritiker mot lagen menar tvärtom att den gör sexarbete mer otryggt och svårare att bedriva, och striden gäller bland annat omkring betydelsen av sexarbete som arbete. 
2025 skärps lagen till att även inkludera sexuella handlingar som säljs och förhandlas om på distans (exempelvis som en föreställning distribuerad via webbkamera). Detta omdefinierar i praktiken vad som menas med sexuell handling. Uppdateringen har motiverats utifrån en verklighet där mycket av sexbranschen flyttat över från fysiska handlingar (samlag mellan säljare och köpare) till en audiovisuell distribution via tjänsteplattformar som Onlyfans. 

## Historia

### Bakgrund
När sexköpslagen trädde i kraft var såväl koppleri som bordeller förbjudet sedan länge. År 1977 tillsattes Prostitutionsutredningen vilken utgav rapporten "Prostitutionen i Sverige" (Ds S 1980:9) och betänkandet "Prostitutionen i Sverige. Bakgrund och åtgärder" (SOU 1981:71). År 1991 redovisades promemorian 91-3561 från justitiedepartementet, vilken innehöll en beskrivning av det tidigare läget vad gäller prostitutionen. Ett flertal motioner framlades hösten 1992 vilka krävde antingen att både köpare och säljare skulle straffas eller att enbart köparen skulle straffas.
År 1993 tillsattes en utredning för att "särskilt belysa de olika problem som är förknippade med prostitution", och man noterade "prostitutionens dolda karaktär". En legitimering av prostitutionen som yrke sades framstå som "främmande för svenskt synsätt", det ansågs angeläget att "väga samman all kunskap" och att ett straffbud i någon form eventuellt kunde "fylla en normbildande funktion och därigenom få en viss avhållande effekt" genom att signalera till sexköparna att "prostitution är en verksamhet som samhället finner förkastlig". Det sades att prostitutionen var "oförenlig med individens möjlighet att utvecklas som människa."
Det som talade emot ett förbud var att eftersom prostitution i normalfallet bygger på en uppgörelse mellan två parter under ömsesidigt samtycke, hade ingen part något intresse av att avslöja att något brott begåtts. Man undrade därför om det var tillräcklig grund för kriminalisering att utomstående betraktar detta normalfall som ett stötande eller förkastligt beteende. Eftersom handlingen oftast skedde utom synhåll var det enda sättet att införskaffa bevis genom brottsprovokation, vilket var en brottsbekämpning som inte hade någon tradition i Sverige.
"1993 års prostitutionsutredning (S 1993:03)" avslutades 1995. Den producerade rapporterna "SOU 1995:15 Könshandeln", "SOU 1995:16 Socialt arbete mot prostitutionen i Sverige" och "SOU 1995:17 Homosexuell prostitution".
Inger Segelström (S) och Margareta Winberg (S) var två av förgrundsfigurerna i samband med kriminaliseringen av köp av sexuella tjänster. Winberg ansåg att utan efterfrågan skulle prostitutionen åtminstone minska; det fanns även viss feministisk ideologi bakom lagen, och det drogs paralleller till mäns makt över kvinnor. Redan i propositionen 1997 fanns ett uttalat mål att exportera lagen till andra länder.:110

### Införande
Lagen infördes utan att det fanns någon kartläggning av situationen i slutet av 1990-talet. Detta gjorde det svårt att senare utreda vilken inverkan lagen haft.:30m38s
Lagen antogs kunna få avskräckande effekt på sexköparna. Detta menade man borde medföra en minskad kundkrets, vilket i sin tur skulle få till följd en minskning av antalet prostituerade.:225 Därmed kunde man förorsaka en normförändring i samhället.:3m10s Lagen antogs också kunna minska intresset för att etablera organiserad prostitutionsverksamhet.:225
I justitieutskottet motsatte sig Moderaterna och Folkpartiet lagen med, motiveringen att den inte skulle kunna bli effektiv. Kristdemokraterna ville däremot förutom köp även kriminalisera försäljning av sexuella tjänster. I Sverige var vid denna tid, enligt opionionsundersökningar, en majoritet av både män och kvinnor emot en sexköpslag.
Den ursprungliga sexköpslagen antogs av riksdagen den 29 maj 1998 och löd: "Den som mot ersättning skaffar sig en tillfällig sexuell förbindelse, döms – om inte gärningen är belagd med straff enligt brottsbalken – för köp av sexuella tjänster till böter eller fängelse i högst sex månader". Lagen trädde i kraft den 1 januari 1999. Den specifika lagen upphörde att gälla 1 april 2005 genom att bestämmelsen överfördes till brottsbalken.
Sverige blev det första landet i världen där det blev olagligt att köpa sex, trots att det var lagligt att sälja tjänsten. Detta har internationellt kommit att beskrivas som den "svenska":3m10s eller "nordiska modellen", alternativt "neo-abolitionism". 2008 presenterade Charlotta Holmström och May-Len Skilbrei sin studie Prostitution i Norden, genomförd på uppdrag av Nordiska ministerrådet. Där noterade de att den svenska lagstiftningen då var unik i Norden, med sitt uttalade syfte att avskaffa prostitutionen som fenomen via en normerande och disciplinerande lagstiftning med fokus på jämställdhet.

### Skärpning 2025
1 juli 2025 skärps lagen till även inkludera sexuella tjänster som förmedlas på distans, exempelvis via webbkamera. Förinspelat material (pornografi med mera) berörs inte av lagskärpningen som däremot definierar det kriminaliserade som köp av sexuell handling – inte sexuell tjänst. I praktiken omdefinierar detta vad som menas med sex; däremot beskrivs att striptease och att visa sig naken inte räknas som en sexuell handling. Lagskärpningen föregicks av en statlig utredning (SOU 2023:80) omkring både sexuella kränkningar, skydd för minderåriga och olika typer av handel med sexuella tjänster (inklusive sugardejtning). Lagförslaget var delvis baserat på forskning från Talita, en organisation som ser sexköp som köp av en annan människas kropp. Lagen röstades igenom med brett stöd bland de politiska partierna.
Lagpropositionen omkring kriminalisering av sexuella handlingar på distans omgicks av en tidvis het debatt. Bland annat påpekade Mariah Larsson, professor i filmvetenskap, det ologiska med att kriminalisera köp av privata tjänster men låta vid spridning av motsvarande material – via förinspelad pornografi – vara laglig. När pornografin 1971 legaliserades i Sverige tillkom istället ett skyltningsförbud för pornografiskt material, och under de kommande decennierna begränsades lagmässigt ett antal olika offentliga uttryck av sexbranschen i Sverige (inklusive förbud mot offentlig sexshow sedan 1982). Ett antal innehållsskapare på plattformen Onlyfans, tjänstesäljare som i en del fall får hälften av sina inkomster via direktbetalning av en skräddarsydd show, har varit starkt kritiska emot lagförslaget. Det har även kommit kritik emot hur statistiken som bildat grund för lagförslaget tagits fram. Den relaterade kopplerilagstiftningen är också så brett skriven att en mängd kringtjänster runt sexförsäljningen nu också kommer att kunna kopplas till sexuella handlingar som distribueras på distans.
Exakt hur polisens spaning för att upptäcka det kriminaliserade tjänsteköpet ska gå till är oklart. Detta lyftes i riksdagen under debatten innan lagskärpningen klubbades igenom. Gränsdragningen för vad som räknas som sexuell handling anses också kunna bli svår.

## Straffpåföljd

### Fram till 2022
- Enligt NJA 2001 s 527 skulle ett köp av sexuell tjänst rendera 50 dagsböter.[34]

Den som förmår en underårig att mot ersättning företa eller tåla en sexuell handling, döms för köp av sexuell handling av barn till böter eller fängelse i högst två år.
Om köpet förmedlats genom organiserad prostitution är det en försvårande omständighet som ger villkorlig dom jämte böter. Den svenska lagstiftningen innebär även att försök till köp av sexuella tjänster är straffbelagt. Den som främjar eller ekonomiskt utnyttjar att en person har sexuella förbindelser mot ersättning döms för koppleri till fängelse i högst fyra år. Som främjande räknas även att upplåta lokaler med vetskap att de främst kommer att användas för tillfälliga sexuella förbindelser mot ersättning. Är brottet att anse som grovt, döms för grovt koppleri till fängelse i lägst två och högst åtta år.
Fram till 2022 har nästan alla sexköpsärenden lett till böter. Av de 292 ärenden som Brå utvärderade fram till det året ledde endast ett fall till fängelsestraff, och i två fall noterades "försvårande omständigheter" i domsluten.

### Från 2022
1 augusti 2022 togs böter bort ur straffskalan för sexköp vilket lämnar fängelse i upp till ett år som påföljd. Övriga relaterade brott lämnades kvar på samma nivå som tidigare. Bland andra polisen Simon Häggström och utredare Mats Paulsson ansåg att straffskärpningens avskräckande effekt var ytterst tveksam. De anspg att andelen direkta erkännanden i stort sett skulle upphöra när möjligheten till föreläggande på plats försvann och mängden arbetskrävande rättsfall öka när allt går till domstol.

## Polisarbete
Det svenska brottet att köpa sexuella tjänster beivras bland annat genom polisens övervakning och arresteringar av misstänkta sexköpare. Sexköp definieras av Brottsförebyggandet rådet som en "spaningsbrott", det vill säga att polisen för veta ett kommande, pågående eller utfört brott genom att polisen "söker upp brottet". Därför påverkas mängden lagföranden av polisens resurser och prioriteringar i att ägna sig åt övervakning. I Brås utvärdering 2022 noterades att 2/3 av polisärendena härrörde från polisens eget arbete och 1/3 via tips eller anmälningar – inklusive från den aktuella säljaren. 90 procent av ärendena som kom från polisspaning ledde till åtal, medan andelen ärenden som läggs ner före åtal är mycket större i andra fall.
Den svenska polisens arbete mot sexköp har fokus på människohandel, och i fem av Sveriges sju polisregioner finns arbetsgrupper inom polisen med inriktning på bekämpande av människohandel.

### Spaningsmetoder
I praktiken genomförs polisens spaning efter misstänkta brott och brottslingar genom att övervaka prostituerade/sexarbetare, trots att de enligt Sexköpslagen inte riskerar att lagföras. Sexsäljare anses dock vara lättare att övervaka, eftersom de behöver marknadsföra sina tjänster ut mot potentiella köpare som kan vara av många olika slag (ålder, yrke, samhällsklass…). I en del fall utförs polisspaningen genom att polisen utger sig för att vara sexköpare, vilket kan jämföras med brottsprovokation. Kampen mot "sexköpsbrottet" är tänkt att skydda både allmänheten och sexsäljaren, men sexsäljaren får i regel inte målsägandestatus. En sexsäljare kan däremot inkallas i rätten som vittne. Brå nämner att sexsäljare som upplever utsatthet skulle kunna uppskatta ett synliggörande av dem som målsägare, medan sexsäljare som inte gör det å andra sidan kan förkasta en "påklistrad" brottsofferroll.
Ofta är polisinsatser mot platser där sexköp misstänks äga rum – lägenhetsbordeller, gatuprostitution, massagesalonger – mindre välkomna, eftersom verksamheten störs. Sexsäljaren förlorar inkomst, riskerar att få egendom beslagtagen samt problem med relationer till hyresvärd och grannar. I en del fall med utländska sexsäljare kan de fängslas som påstådda hot mot Sveriges säkerhet. Målsättningen att stävja efterfrågan på sexsäljares tjänster anses enligt lagens förespråkare minska storleken på problemet med människohandel inom prostitutionen, och i Sverige anses människohandel för sexuella ändamål vara den vanligaste typen av människohandel. I Sverige är det få ärenden för andra typer av människohandel som leder till åtal.

### Statistik kring köpare, säljare etc
I det moderna samhället har gatuprostitution oavsett land och lagmodell ofta minskat, till förmån för eskorttjänster som ofta marknadsförs via sociala medier eller specialiserade "eskortsajter". Där säljer också många sexsäljare som endast tillfälligt befinner sig i Sverige sina tjänster. Eskortsajter dominerar hos de sexköpsärenden som den svenska polisen hanterade i början av 2020-talet. Bland de 292 ärenden från senaste tiden som Brå 2022 utvärderade berörde endast två gatuprostitution och fyra fall på en massagesalong. I princip alla misstänkta köpare var män, medelåldern 35 år, 65 procent var ensamstående och mindre än 25 procent gifta eller sambor. Cirka en tredjedel av de undersökta fallen gällde misstänkta som var utländska medborgare, och sammanlaget hade ungefär hälften en utländsk bakgrund.
Bland säljarna av sexuella tjänster, i de 292 fallen, var alla utom fyra stycken kvinnor. Medianåldern var 27 år, och minst 43 procent hade utländsk bakgrund. Brå noter själva att polisens faktiska spaningsinriktning gör att andra sexsäljare inte alls syns i den här statistiken. Det gäller bland annat kvinnor som är fast bosatta i Sverige, personer i missbruk, människor inom HBTQ-kulturen, män och anställda på massagesalonger (inte minst thaimassage).

### Resultat
16 av de 292 fallen inkluderar anmälan om våldtäkt. Genom Samtyckeslagen från 2018 utvidgades definitionen av våldtäkt, och Brå tror att exempelvis fall med människohandel skulle kunna leda till att man lagföra för våldtäkt. De flesta av de 16 aktuella fallen berörde dock situationer där ett avtalat sexköp genom köparens agerande övergått i våldtäkt, och endast i ett fall ledde det till en fällande dom. Ingen anmäld våldtäkt berörde i praktiken hot mot säljaren från tredje part (exempelvis människohandlare eller hallick).
En fjärdedel av de 292 undersökta ärendena hade koppling till antingen människohandel, koppleri eller människoexploatering. Endast ett fall berörde människoexploatering (enligt lagen från 2018), medan det vanligaste sambandet var med koppleri. Brå anser att massagesalonger kan vara en vanlig plats för alla tre typerna av sidobrott, men denna arena är svår att studera på grund av sin lagliga karaktär och ökad polisspaning har inte gett mycket resultat.

## Statistik och utvärderingar
Under åren 1999 till 2008 har sammanlagt 636 personer lagförts för köp av sexuell tjänst. Under 2009 lagfördes 107 personer för köp av sexuell tjänst. Under 2009 lagfördes 1090 för något sexualbrott. Som jämförelse kan nämnas 1999 då 652 lagföringar skedde för sexualbrott (samt 616 lagföringar där det ingick som "bibrott"). Av dessa utgjorde 11 köp av sexuella tjänster. Samma år utdömdes straff för tre fall av koppleri.
Anmälningar för misstänkt sexköp var under de tidiga åren av lagen 94 (år 1999), 92 (2000), 86 (2001), 110 (2002), 300 (2003) och 156 (2004).

### Utvärdering 2010
Lagen utvärderades i SOU 2010:49 ("Skarhedrapporten"). Justitiedepartementen menade att "Utvärderingen visar att förbudet mot köp av sexuell tjänst har haft avsedd effekt och utgör ett viktigt instrument för att förebygga och bekämpa prostitution och människohandel för sexuella ändamål." Målsättningen med lagen var då att minska prostitutionen, eftersom det sågs som ett socialt problem kopplat till (annan) brottslighet samt ett hinder mot jämställdhet.
Utredningen pekade dock på att lagpropositionen inte givit svar på frågan om den nya kriminaliseringens skyddsintresse. Skulle lagen skydda "en enskild kvinnas hälsa och integritet" eller var syftet att skydda den allmänna ordningen.
Utredarna pekade bland annat på att dels var gatuprostitutionen i Stockholm bara en tredjedel så stor jämfört med Köpenhamn och Oslo, trots att den varit lika stor innan och att ökningen av prostitution via nätet inte varit avgörande större i Sverige. Det fanns heller inget som visade att prostituerade drabbats av mer negativa effekter eller prostitutionen gått under jord i större utsträckning, eftersom prostitutionen aktivt måste skapa ett kundunderlag. Dessutom hade sexköpslagen ett stöd av omkring 70 procent av svenskarna, vilket ledde till slutsatsen att den verkat både reducerande och normerande eftersom den mötts av stor kritik innan införandet.
Utredarna betonade att det hade varit en "svår uppgift att utvärdera effekterna och tillämpningen av förbudet".:225 Den samlade bilden var att prostitutionen, såvitt känt, i vart fall inte ökat i Sverige (vilket den hade gjort i nordiska grannländer) men att det kunde finnas fler förklaringar till det.:226 Rapporten kritiserades och dess vetenskapliga grund ifrågasattes.

### Andra utvärderingar och rapporter
Socialstyrelsen gav 2007 ut rapporten "Kännedom om prostitutionen". Den fastslog att prostitutionen inte hade minskat på grund av lagen, men att människohandel verkade ha ökat efter att lagen införts.
Åtta år efter att lagen införts kunde regeringen inte ge tydliga svar på om prostitutionen hade ökat eller minskat. Den drog slutsatsen att något kausalt samband mellan lagstiftning och förekomsten av prostitution inte kunde bevisas. Ann Jordan, tillsammans med 14 andra forskare vid amerikanska universitet, hänvisade 2012 till detta i ett brev till Luis CdeBaca vid USA:s inrikesdepartement.
Globala kommissionen, tillsatt av UNAIDS och med stöd av UNDP, gav ut en rapport 2012 som uppgav att kriminalisering av sexköp resulterade i svåra konsekvenser för sexarbetare.:36 Internationella arbetsorganisationen (ILO) rekommenderade att sexarbete skulle erkännas som en sysselsättning så att det kunde regleras på ett sätt som skyddar arbetare och köpare.:40 Den svenska Utlänningslagen bidrar i många fall till utvisning av utländska prostituerade från Sverige, eftersom deras verksam i regel definieras som att försörja sig på ett "oärligt sätt". Dana Pourkomeylian, ambassadör för organisation GAPF, menar att det finns glapp mellan sexköpslagen och utlänningslagen eftersom återvändandeskyddet för deporterade sexsäljare i praktiken inte fungerar.
Susanne Dodillet och Petra Östergren skrev en rapport 2013. Mot bakgrund av andra svenska lagar och regler mot prostitution, liksom deras faktiska konsekvenser, ifrågasatte de att lagen verkligen var så unik som den påstods, och att den svenska policyn istället var ganska lik den i andra länder som försöker minska eller utradera prostitution. De menade att det som istället gör lagen unik är det sätt på vilket lagen har rättfärdigats av lagstiftarna:
- att det var första gången där en syn på prostitution inspirerats av radikalfeminism och applicerats på statlig nivå[10]:109
- att det fanns en diskrepans mellan den påstådda framgången och dokumenterade effekter
- att orsaken till diskrepansen måste sökas i ideologiska och kulturella domäner[10]:128p

Riksförbundet för sexuell upplysning (RFSU) beställde en forskningsrapport från Malmö högskola om sexköpslagens effekter. Den släpptes 2015. RFSU pekade på att evidensen för att sexköpslagen skulle ha haft önskad effekt på flera områden var svag och att den istället kan ha medfört flera negativa konsekvenser, och oavsiktliga konsekvenser, för dem som säljer sex. Den 1998 uttalade ambitionen att lagen skulle kombineras med sociala stödinsatser hade inte skett i tillräcklig utsträckning. Charlotta Holmström, som sammanställde rapporten, uttryckte förvåning över att ingen undersökt hur de personer som säljer sex säger att de hade påverkats av lagen, och hur lite vi vet om deras situation.:31m46s RFSU efterlyste mer forskning på området.
Stockholmspolisen menade 2016 att lagen haft en avskräckande effekt på män som vill köpa sex. Under de år som sexköpslagen funnits har inte en enda kvinna dömts för sexköpsbrott (2016).
Forskning publicerad 2018 visade att sexarbetare riskerade hälsa och säkerhet även i länder där endast köp är kriminaliserat. En av forskarna, Pippa Grenfell, sade att kriminalisering av sexarbete normaliserar våld och förstärker ojämlikhet. Hon menade också att en omedelbar avkriminalisering var nödvändig samt att det krävs politiska åtgärder för att tackla ojämlikheten och stigmat som sexarbetare utsätts för.
Enligt sociologen Niina Vuolajarvi är sexköpslagen i praktiken en bestraffning av sexarbetarna, och särskilt för sexsäljande migranter.:23m14s

### Annan kritik, utökningen 2025
Flera organisationer uttryckte i maj 2004 samarbetsproblem med regeringens expert på frågan, Gunilla Ekberg. RFSU:s generalsekreterare sade 2005 att en kritisk hållning mot sexköpslagen innebar att inte bli inbjuden till remissomgångar.
Efter en genomgång av forskningen kring prostitution skrev professor Ronald Weitzer vid George Washington University 2005 att "I inget område av samhällsvetenskaperna har ideologi förorenat kunskap mer genomgripande än i skrifter om sexindustrin".
2025 utökades lagen (som diskuteras ovan) till att även behandla köp av sexuella handlingar på distans, exempelvis förmedlat via textchatt och webbkamera. Detta var till följd av SOU 2023:80 (se ovan) som offentliggjordes i november 2023. Lagskärpningens rationalitet kritiserades – på fyra punkter – våren 2024 i ett examensarbete på juristprogrammet vid Lunds universitet. Examensskribenten Clara Anzalone menar att varken principen om ultima ratio eller den om identifierat skyddsintresse, legalitets- eller effektivitetsprincipen tas hänsyn till i skärpningen av lagen. Utredningen föreslår inga andra åtgärder för att minska mängden onlineköp av sex eller diskuterar vad som är skyddsintresset (en enskild eller samhället). Likaså undrar Anzalone hur gränsdragningen mot den grundlagsskyddade pornografin ska göras, och karaktären av spaningsbrott gör enligt henne även lagskärpningen svår att tillämpa i praktiken.

## Debatt
Sexköpslagen har både förespråkare och motståndare.
1996, före lagens införande, ansåg 67 procent att sexköp inte borde betraktas som kriminellt. 1999, efter lagens införande, ansåg 76 procent att det är rätt att köp av sexuella tjänster är förbjudet.:227 Det fanns 2018 ett starkt stöd bland allmänheten för att förbjuda försäljning av sex,:31m22s ett stöd som ökat från 30 procent före lagens införande till 52 procent 2015. Den normativa förändringen att stigmatisera sexköp fick önskad effekt, men den fick alltså även den oavsiktliga följden att även sexförsäljning stigmatiserades.:31m22s

### Lagens förespråkare
Bland de organisationer, eller organisationsföreträdare, som förespråkar lagstiftningen finns (2019) Unizon, Roks och Make Equal.
I ett reportage i The Independent 2013 menade flera svenska poliser att det var en myt att sexköpslagen gör prostitution farligare. Den svenska polisen beskriver lagen som ett effektivt verktyg för att hålla trafficking borta från Sverige, men akademiker som Charlotta Holmström menar att beviset för det är svagt.
Sveriges Kvinnolobby (SKL) uttryckte 2015 stöd för lagen. SKL betraktar prostitution som slaveri och menar att Sverige finansierar slaveri eftersom bistånd går till organisationer som förespråkar avkriminalisering.:38m02s
Några som stöder utformningen av lagen har anfört argumentet att om sexköp vore lagligt så skulle Arbetsförmedlingen kunna anvisa en arbetslös kvinna att sälja sex.
Stiftelsen Kvinnoforum var 2005 inte för en legalisering av prostitution.
Till de organisationer som företräder sexarbetare som vill behålla lagen hör Intedinhora. Prostituerades Revansch i Samhället (PRIS) står bakom lagen och menar att straffen borde skärpas och att Sverige bör verka för att få fler länder inom EU att införa en sexköpslag." Enligt Stockholmspolisen är det endast en minoritet av de som säljer sex av fri vilja som är emot sexköpslagen.
Europaparlamentet rekommenderade 2007 medlemsstaterna att formulera en uttalad policy att respektera fria val att sälja sex samt att låta sexarbetarna komma till tals i frågor som rör deras situation. 2014 ville de istället att den "svenska modellen" ska implementeras i hela EU.
De tio största partierna i Sverige var 2014 överens om att sexköp ska vara förbjudet.
På en fråga 2018 om lagen tar hänsyn till de som säljer sex och som indirekt straffas av lagen svarade Sveriges ambassadör mot människohandel, Per-Anders Sunesson, att regeringen och riksdagen beslutat att man inte vill ha prostitution i samhället. Han sade att det inte var en mänsklig rättighet att få sälja sex, liksom inte heller att få använda knark.:24m32s

### Lagens motståndare
RFSU var 2005 kritisk till den svenska sexköpslagen.
Nick Davies skev 2009 i The Guardian att frågor om prostitution och trafficking drevs av politiska opportunister och intressegrupper med en agenda.
FN:s program UNAIDS rekommenderade 2012 att både försäljning och köp av sex skulle avkriminaliseras, samt att möjliggöra för sexarbetare att åtnjuta arbetsskydd.:6 UNAIDS skrev att kriminalisering av sexköparna slog mot sexarbetarna och gjorde dem mer sårbara.:6
I mars 2014 skrev 362 kanadensiska forskare att "En stor mängd vetenskapliga bevis från Kanada, Sverige och Norge samt globalt visar tydligt att straffrättsliga bestämmelser som riktar sig mot sexindustrin har överväldigande negativa effekter på sexarbetarnas hälsa, sociala liv samt deras mänskliga rättigheter". De föreslog avkriminalisering av sexarbete och motsatte sig kriminalisering av sexköp.
2014 gick Amnesty International ut med att de som organisation rekommenderar total avkriminalisering av sexarbete då kriminalisering är ett brott mot mänskliga rättigheter. Förslaget skickades ut som en intern remiss till Amnesty runt världen och klubbades igenom vid konkressen i augusti 2015. Amnestys svenska sektion sade att det under diskussionerna hade framkommit hur komplex frågan var men motsatte sig beslutet vid kongressen och reserverade sig mot det. Amnesty International publicerade en policy 2016, men poängterade samtidigt att organisationen inte ville avkriminalisera exploatering, trafficking eller våld mot sexarbetare, och att lagar mot sådant borde förstärkas.:Q4 Amnesty menade att avkriminalisering förbättrade sexarbetares tillång till hälsovård, möjlighet att rapportera brott samt möjlighet att organisera sig för förbättrad säkerhet.:Q5
Världshälsoorganisationen (WHO) och Human Rights Watch (HRW) arbetar för en avkriminalisering av sexköp. WHO skrev att modellstudier indikerade att avkriminalisering kunde leda till en 46-procentig minskning av nya HIV-fall bland sexarbetare över en period på 10 år. HRW skrev 2019 att kriminalisering av frivilligt sex, inklusive sexarbete, är inkompatibelt med den mänskliga rättigheten om personlig autonomi och personlig integritet.
The Economist skrev 2014 att förbud (helt eller delvis) var ett förutsägbart misslyckande, att kriminalisering av sexköp upprätthåller föreställningen att alla prostituerade är offer, samt att sexköpare som riskerar påföljd är mindre benägna att meddela polisen då de misstänker att sexsäljaren har tvingats till prostitution. De skrev att gatuprostituerade är de mest utsatta och att Internet gjorde det lättare för köpare och säljare att göra ömsesidigt tillfredsställande överenskommelser.
The Lancet publicerade 2014 rapportserien "HIV and sex workers". Rapporterna avfärdade åtta myter om sexarbete, till exempel att lagar mot att sälja sex, köpa sex, eller att äga en bordell skulle förebygga trafficking och minska sexarbete. Serien föreslog avkriminalisering som en del i att bekämpa HIV/AIDS. En rapport tydliggjorde att avkriminalisering inte omfattade att avskaffa lagar mot trafficking, exploatering av barn eller andra former av våld.
RFSL ansåg 2019 att sexköpslagen var problematisk och behövde ses över. Organisationen gjorde skillnad på avkriminalisering och legalisering och förtydligade att man inte förespråkade legalisering av sexköp (och därmed reglering av staten) enligt tysk modell, men istället ville ha lagar och policys som skyddar sexarbetare från att bli utnyttjade, och att de som inte vill ha sex mot ersättning har tillgång till andra alternativ. RFSL ansåg samma år att sexköpslagen är stigmatiserande.
Till de organisationer som företräder sexarbetare som vill avskaffa lagen hör Rose Alliance som menar att sexarbete bör erkännas som ett arbete bland andra och att lagen har en stigmatiserande effekt på sexarbetare. Företrädare för Sexsäljares och allierades nätverk i Sverige (SANS) ifrågasatte 2008 att de som säljer sex inte hade en röst i den svenska debatten om sexhandel. Den svenska sexarbetarorganisationen  Fuckförbundet släppte, via Global Network of Sex Work Projects (NSWP), en rapport 2019 där de efterlyste heltäckande forskning, med aktiv medverkan av sexarbetarna, av arbets- och levnadsförhållanden för sexarbetarna och deras mänskliga rättigheter i Sverige samt konsekvenserna av sexköpslagen. De föreslog en revidering av lagen med stöd i forskning och i nära samarbete med sexarbetare oavsett kön, migrationsstatus och socioekonomisk bakgrund.:44 International Union of Sex Workers (IUSW) vill avskaffa lagar mot kommersiella sexuella handlingar mellan samtyckande vuxna.
Ett antal mindre organisationer som arbetar med att hjälpa sexarbetare förespråkar avkriminalisering.:36m36s
Mama Cash, en av världens äldsta och största kvinnofonder, lobbar inte själva för juridiska reformer men ger bidrag till organisationer som driver den agendan, och enligt företrädare för Mama Cash är dessa grupper kritiska mot den svenska sexköpslagen.:38m58s
Liberala ungdomsförbundet:23m47s och Centerpartiets ungdomsförbund tog 2009 ställning mot sexköpslagen.

## Internationella motsvarigheter och motpoler

### Den svenska modellen
Sedan Sverige år 1999 blev först med att införa en sexköpslag där det är straffbelagt att köpa men inte sälja, har antalet länder som antagit liknande lagstiftningar blivit fler.
Nästan samtidigt som Sverige införde sexköpslagen valde Tyskland att legalisera prostitution, och därför används länderna ofta som varandras motpoler i frågan.:32m11s
Under 2009 införde både Island och Norge liknande lagstiftningar som den svenska. Den norska lagen innebär dessutom att sexköp utomlands är olagligt, och frångår därmed principen om dubbel straffbarhet. Tre av de fem nordiska länderna har (2023) infört liknande lagstiftning kring prostititution, en modell som ibland kallas för den "nordiska modellen"; i Danmark och Finland är både prostitution och sexköp i grundfallet fortsatt lagligt.
En liknande sexköpslag infördes i Kanada (2014), Irland (2014) och Frankrike (2016). Senare har den modellen införts även i den amerikanska delstaten Maine. Även vissa politiker i Grekland och Colombia har (2018) visat intresse för den svenska lagen, och 2023 rekommenderade Europaparlamentet medlemsländerna att införa lagar efter svensk förebild.

### Andra lösningar
Den "svenska modellen" mötte runt 2018 allt större motstånd. Den utmanades av det som kallas den "nederländska modellen" eller "tyska modellen", där både köp och försäljning är lagligt. Samtidigt förespråkar stora internationella organisationer avkriminalisering.:3m40s Dessa inkluderar American Civil Liberties Union, Amnesty International, Human Rights Watch och Världshälsoorganisationen. Ett antal australiska delstater har avkriminaliserat sexarbete, liksom Nya Zeeland (2003). 2022 avkriminaliserades sexarbete i Belgien, och där har man även infört arbetsrättsliga förmåner för sexarbetare.